# 500 clés
500 clés (France) ou Les 500 clés (Québec) (Keys)  est le 21e épisode de la saison 22 de la série télévisée Les Simpson.

## Synopsis
Dans une pâtisserie, Homer et les enfants sont à la recherche d’un gâteau de mariage non consommé. En rentrant, bloqué dans des embouteillages, Homer coupe court à travers les montagnes, tentant de préserver le gâteau au même titre que la vie de ses enfants. Heureusement leur parcours se termine bien, mais en quittant le véhicule, Homer oublie inconsciemment Maggie à l’intérieur, qui en profite pour s’y enfermer sous le regard de ses parents. Cependant, dans la cuisine, Marge ouvre un tiroir dans lequel se trouvent une centaine de clés, persuadée que l’une d’elles doit pouvoir déverrouiller la voiture. Quant à toutes les autres, elles correspondent à une porte quelque part dans Springfield. Bart en saisit donc une poignée et part à la recherche de celle qui déclenchera un immense chaos tandis qu’Homer retrouve la clé de la brasserie Duff où, avec Barney, il s’y introduira et piquera un dirigeable. Marge, elle, retombe sur une vieille clé permettant de faire fonctionner un vieux jouet péteur qui va vite devenir incontrôlable. Enfin, Lisa trouve une mystérieuse clé appartenant à l’école élémentaire et donnant accès à une salle au sous-sol. Mais celle-ci renferme un terrible secret...